# Wirtschaftsauskunftei
Eine Wirtschaftsauskunftei ist ein Unternehmen, das – unabhängig vom Vorliegen einer konkreten Anfrage – gewerblich Daten über die Kreditwürdigkeit von anderen Unternehmen und Privatpersonen erhebt, sammelt und sie bei einer Anfrage dem Auftraggeber gegen Entgelt zugänglich macht.

## Allgemeines
Gläubiger oder sonstige Vertragspartner haben ein berechtigtes wirtschaftliches Interesse daran, qualifizierte Informationen über die Gegenpartei zu erhalten, damit sie ihr Zahlungs- oder sonstiges Finanzrisiko einschätzen können. Sie können das Handelsregister einsehen, das jedoch lediglich begrenzte Informationen über aktuelle wirtschaftliche Verhältnisse bereithält. Ratingagenturen sind meist auf das Rating von Großunternehmen oder Staaten spezialisiert und werden von den Unternehmen oder Staaten beauftragt, eine Bewertung über sie zu erstellen. Bankauskünfte schließlich fallen meist sehr allgemein gehalten und streng standardisiert aus. Die hierdurch auftretenden Informationsdefizite können durch Wirtschaftsauskunfteien geschlossen werden.
Die von Wirtschaftsauskunfteien ausgewerteten Daten sind Unternehmensdaten (von Unternehmen) oder personenbezogene Daten (von Privatpersonen).

## Arbeitsweise und Grundsätze
Wirtschaftsauskünfte werden nur an Wirtschaftssubjekte erteilt, welche diese im Rahmen von Bonitätsprüfungen nutzen. Ein berechtigtes Interesse gemäß BDSG muss seitens des Anfragenden glaubhaft dargelegt werden.  
Gründe, die zur Auskunftseinholung berechtigen, sind unter anderem:
- Geschäftsanbahnungen,
- Inkasso von Forderungen oder
- alle Arten von Kauf-, Miet- oder Leasingvertragsabschlüssen.

Die Auskunft erfolgt unter Berücksichtigung und Einhaltung der strikt geregelten Datenschutzbestimmungen, welche u. a. den Missbrauch von personenbezogenen Daten verhindern sollen.
Entsprechende Datenschutzbeauftragte stehen den Wirtschaftsauskunfteien intern oder extern zur Seite, um beispielsweise Anfragegründe auf ihre Berechtigung hin zu prüfen. Sie überwachen die Einhaltung der Reglementierungen durch das BDSG und agieren auch als neutrale Sachverständige in Datenschutzfragen und -streitfällen.

## Datenschutz
Da persönliche Daten durch Auskunfteien gespeichert und verarbeitet werden, sind die Datenschutzbestimmungen zu beachten.

### Bundesdatenschutzgesetz
Nach § 30 Abs. 1 BDSG muss eine Wirtschaftsauskunftei persönliche Daten, die zur Bewertung der Kreditwürdigkeit von Verbrauchern genutzt werden dürfen und zum Zweck der Übermittlung erhoben, gespeichert oder verändert werden, Auskunftsverlangen von Kreditgebern aus anderen EU-Mitgliedstaaten genauso behandeln wie Auskunftsverlangen inländischer Kreditgeber. Wer den Abschluss eines Verbraucherdarlehensvertrags mit einem Verbraucher infolge einer Auskunft einer Wirtschaftsauskunftei ablehnt, hat den Verbraucher unverzüglich hierüber sowie über die erhaltene Auskunft zu unterrichten (§ 30 Abs. 2 BDSG).
Die Verwendung eines Wahrscheinlichkeitswerts über ein bestimmtes zukünftiges Verhalten einer natürlichen Person zum Zweck der Entscheidung über die Begründung, Durchführung oder Beendigung eines Vertragsverhältnisses mit dieser Person (Scoring) ist gemäß § 31 BDSG nur zulässig, wenn die Vorschriften des Datenschutzrechts eingehalten wurden, die zur Berechnung des Wahrscheinlichkeitswerts genutzten Daten unter Zugrundelegung eines wissenschaftlich anerkannten mathematisch-statistischen Verfahrens nachweisbar für die Berechnung der Wahrscheinlichkeit des bestimmten Verhaltens erheblich sind, für die Berechnung des Wahrscheinlichkeitswerts nicht ausschließlich Anschriftendaten genutzt wurden und im Fall der Nutzung von Anschriftendaten die betroffene Person vor Berechnung des Wahrscheinlichkeitswerts über die vorgesehene Nutzung dieser Daten unterrichtet worden ist; die Unterrichtung ist zu dokumentieren.

### Datenschutz-Grundverordnung
Die in allen EU-Mitgliedstaaten geltende Datenschutz-Grundverordnung (DS-GVO) soll die Grundrechte und Grundfreiheiten natürlicher Personen schützen und insbesondere deren Recht auf Schutz personenbezogener Daten. Sie betrifft gemäß Art. 2 Abs. 1 DS-GVO die automatisierte Verarbeitung personenbezogener Daten sowie die nicht-automatisierte Verarbeitung personenbezogener Daten, die in einem Dateisystem gespeichert sind oder gespeichert werden sollen. „Personenbezogene Daten“ sind nach Art. 4 Abs. 1 DS-GVO alle Informationen, die sich auf eine identifizierte oder identifizierbare natürliche Person beziehen.
Wenn Kreditentscheidungen von Kreditgebern maßgeblich vom Kreditscoring der Auskunfteien wie der Schufa abhängen, handelt es sich nach dem Urteil des EuGH vom Dezember 2023 um automatisierte Entscheidungen einschließlich Profiling nach Art. 22 Abs. 1 DS-GVO. Hiernach kann der Kreditnehmer oder Schuldner gegen derartige Entscheidungen Widerspruch einlegen, wenn sie ihm gegenüber Rechtswirkungen entfalten (Ablehnung eines Kreditantrages, Kreditkündigung) oder ihn in ähnlicher Weise erheblich beeinträchtigen.
Wenn die Ermittlung des Score-Wertes nur als eine vorbereitende Handlung zu der eigentlichen „Kreditwürdigkeits-Entscheidung“ (etwa der Kreditinstitute) im Sinne von Art. 22 Abs. 1 DS-GVO anzusehen wäre, muss die Wertermittlung nicht die besonderen Anforderungen von Art. 22 Abs. 2 bis 4 DS-GVO an automatisierte Entscheidungen erfüllen. 

## Datenquellen
Die Auskunfteien bedienen sich im Rahmen ihrer Tätigkeit bei der Einholung von Auskünften sowohl der Selbstbefragung von Firmen und Personen, als auch amtlicher sowie halbamtlicher Stellen. Allgemein zugängliche Quellen stellen dabei Telefon- und Adressbücher, Veröffentlichungen im Bundesanzeiger und andere Publikationen über Insolvenzen, Vergleiche, Unternehmensgründungen sowie öffentliche Register wie Handels- oder Vereinsregister dar. Zusätzlich erfolgt mitunter eine Befragung von Betroffenen oder Geschäftspartnern. Zudem greifen die Auskunfteien auf ein Netzwerk von Datenpools zurück, welche auch die Einspielung von Informationen zur Zahlungsmoral von angeschlossenen Unternehmen beinhalten.
Ein wesentlicher Lieferant von Informationen zu Privatpersonen bilden die Inkassobüros. Es werden hauptsächlich Negativ-Daten (Negativauslese) an die Auskunfteien weitergegeben.

## Inhalte von Wirtschaftsauskünften

### Auskünfte über Unternehmen
- Kommunikationsdaten
Firma, Geschäftssitz, Postfach, Ruf- und Telefaxnummern, E-Mail-Adresse und Website.
- Rechtsform
Gesellschaftsform, Aktivitätsstatus, Gründungsdaten, Handelsregisterdaten, Gesellschafter, handelnde und persönlich haftende Gesellschafter des Unternehmens.
- Gegenstand des Unternehmens
Branchenschlüssel (gemäß statistischem Bundesamt)
langtextliche Wiedergabe des Tätigkeitsbereichs
- Niederlassungen, Filialen und Betriebsstätten.
- Beteiligungen der Firma an weiteren Unternehmen.
- Beurteilung der Ertragslage des Unternehmens
Zahlungserfahrungen, Beurteilung der Geschäftsbeziehung, Höchstkreditvorschlag
Bewertung der finanziellen Lage anhand von Rankings, bzw. Ratings oder Kreditscorings
Wiedergabe archivierter „Negativmerkmale“ (z. B.: Haftanordnungen, Eidesstattliche Versicherungen, Mahnverfahren etc.).
- Jahresabschluss
- Immobilienbesitz
Art der Immobilie, Marktwert, Besitzverhältnisse.
- Bankverbindungen
Angabe des Kreditinstitutes, Hausbank, Angabe der Kontonummern.
- Betriebswirtschaftliche Kennzahlen des Unternehmens, Unternehmensdaten
Umsätze, Gewinne/Verluste, Eigenkapitalquote, Betriebs- und Geschäftsausstattung, Anzahl der Mitarbeiter etc.

### Auskünfte über Privatpersonen
- Kommunikationsdaten
Name, Vorname, postalische Anschrift, ggf. Zweitwohnsitz, Geburtsdatum, Ruf- und Telefaxnummern, E-Mail-Adresse und Homepage
- Familienstand
- Tätigkeit
- Beurteilung der Finanzlage
 Zahlungserfahrungen, Beurteilung der Geschäftsverbindung
Bewertung der finanziellen Lage anhand von Rankings, bzw. Bonitätsindizes
Wiedergabe archivierter „Negativmerkmale“
- Umfeld
- Immobilienbesitz
Art der Immobilie, Wert der Immobilie, Besitzverhältnisse (Miete/Eigentum etc.)
- Beteiligungen
Wert der Beteiligungen, Besitzverhältnisse, (evtl. Pfändungen)
- Bankverbindungen
Angabe des Kreditinstitutes, Angabe der Kontonummern
- Daten zu laufenden (Giro-)Konten, Krediten, Leasingverträgen, Handyverträgen und weiteren Geschäften

## Selbstauskunft
Seit dem 1. April 2010 besteht eine gesetzliche Pflicht für alle Auskunfteien, über die bei ihnen gespeicherten Daten zu informieren. Die Abfrage ist dabei jedoch ausschließlich auf Angaben über die eigene Person beschränkt (Eigenauskunft). Verbraucherschützer kritisieren, dass die Branche kein standardisiertes Verfahren zur Selbstauskunft entwickelt habe, sodass bei jeder Auskunftei ein anderes Vorgehen notwendig ist. Außerdem sind nur grundlegende Informationen gebührenfrei abrufbar, das vollständige Profil einer Privatperson oder eines Unternehmens dagegen oft nur gegen Gebühr. Einige dritte Anbieter ermöglichen es, das Kreditprofil mehrerer Auskunfteien über sich selbst und andere zusammenzufassen.
In Österreich ist die Selbstauskunft im Datenschutzgesetz 2000, § 26 (DSG) geregelt. § 27 DSG 2000 regelt das Recht auf Richtigstellung oder Löschung. Die ARGE Daten sowie die Datenschutzbehörde (vormals Datenschutzkommission, DSK) bieten Musterbriefe für Auskunftsersuchen, Beschwerden und Anträge.
In der DSGVO werden in Artikel 15 Auskunftsrechte gegenüber Datenverarbeitenden festgelegt.

## Abgrenzung
Anders als bei Ratingagenturen werden von Wirtschaftsauskunfteien keine Finanzanalysen zur Bonität von Wirtschaftssubjekten mit Blick auch für die Zukunft und unter Einbeziehung von unternehmensinternen Unterlagen erstellt. In der Regel stellen Wirtschaftsauskunfteien die gesammelten Daten zur Weiterverarbeitung durch den Kunden zur Verfügung und geben eine unverbindliche Kreditwürdigkeitseinstufung ab (Rating bei Unternehmen, Kreditscoring bei Privatpersonen). Ratingagenturen geben ein (verbindliches) Finanzmarktrating ab. Die Tiefe der Prüfung und das Vertrauen der Marktteilnehmer in dieses Rating von Wirtschaftsauskunfteien bzw. Ratingagenturen haben auch Auswirkung auf die Haftung der Wirtschaftsauskunfteien für die zur Verfügung gestellten Daten.

## Haftung von Wirtschaftsauskunfteien
Wirtschaftsauskunfteien schließen die Haftung für ihre Auskünfte und Ratings weitgehend aus. Die Informationen der Wirtschaftsauskunfteien stammen in der Regel aus bereits veröffentlichten und öffentlich zugänglichen Quellen. Im Gegensatz zu den Ratings von Ratingagenturen wirken sich die Ratings von Wirtschaftsauskunfteien nicht „erheblich auf das Funktionieren der Märkte sowie das Vertrauen von Anlegern und Verbraucher aus.“
Die Haftung von Wirtschaftsauskunfteien richtet sich daher regelmäßig nach der Vereinbarung zwischen Wirtschaftsauskunftei und ihrem Auftraggeber, eingeschränkt auf ein Vertrauen der Kunden in solche Auskünfte.

## Auswahl großer Wirtschaftsauskunfteien

### In Deutschland aktiv
(Quelle: )
- SCHUFA Holding AG
- Creditreform Boniversum GmbH
- infoscore Consumer Data GmbH
- CRIF Bürgel GmbH

### In Österreich aktive Wirtschaftsauskunftsdienste
(Quelle: )
- Kreditschutzverband von 1870 (KSV 1870)
- Creditreform Wirtschaftsauskunftei Kubicki KG
- Bisnode, siehe oben
- Crif (ehemals Deltavista GmbH)
- Alpenländischer Kreditorenverband (AKV)
- GBI-Genios
- Intrum Justitia

### In der Schweiz aktive Wirtschaftsauskunftsdienste
- Bisnode, auch hier erfolgt 2013 ein Rebranding von Dun & Bradstreet

### In den USA aktiv
- Equifax[16][17]
- Experian Dienstleister für Unternehmensinformationen[16][17][18]
- TransUnion, zählt zusammen mit den beiden vorgenannten zu den "Big Three" der Branche
- Dun & Bradstreet (hier unabhängig von Bisnode)
- Creditsafe Group, globaler Informationsanbieter
- Bureau van Dijk Daten nicht-börsennotierter Unternehmen

Neben diesen gibt es eine Vielzahl weiterer Auskunfteien, auch solche, die auf regionaler Ebene oder in einem spezifischen Wirtschaftszweig tätig sind.

## Kritik
Auskunfteien wie die Schufa und Crif Bürgel haben seit 2018 massenhaft Millionen Handy-Vertragsdaten ohne Einwilligung der Verbraucher gespeichert. Nach Recherchen von NDR und Süddeutscher Zeitung hätten sie diese Daten gesammelt, ohne eine Einwilligung der Verbraucher einzuholen. Betroffen könnten damit alle deutschen Verbraucherinnen und Verbraucher sein, die in den vergangenen vier Jahren einen Mobilfunkvertrag abgeschlossen hätten. Millionen unbescholtene Bürger, die ihre Rechnung bezahlt hätten, seien sehr wahrscheinlich in den Datenbanken der Auskunfteien gelandet. Datenschützer hielten das für "unzulässig". Einige deutsche Auskunfteien hätten die Daten außerdem nicht nur gespeichert, sondern auch in sogenannte Scores einfließen lassen.
Einige Wirtschaftsauskunfteien spezialisieren sich insbesondere auf die Prävention von Betrug und Geldwäsche. Großbritannien ist in diesem Bereich international führend. Fachleute auf dem Gebiet kritisieren intransparente Prozesse, schwache Rechtsschutzmöglichkeiten, und ein leichtfertiges Vorgehen bei der Markierung von Kredithistorien von Privatpersonen mit einem Betrugsverdacht ("Fraud marker"). Auch unschuldige Personen hätten durch einen falschen Verdacht erhebliche Nachteile erlitten, einschließlich Verlust von Bankverbindungen, Wohnungen und Arbeitsverhältnissen.